# Лірсталь
Лірсталь (нім. Lirstal) — громада в Німеччині, розташована в землі Рейнланд-Пфальц. Входить до складу району Вульканайфель. Складова частина об'єднання громад Кельберг.
Площа — 5,26 км2. Населення становить 211 ос. (станом на 31 грудня 2020).